# 직시
언어학에서 특히 화용론에서 직시(直示, deixis)는 문맥이나 상황을 통해서만 파악할 수 있는 맥락(context)적 지시 관계를 가리킨다. ‘나’, ‘너’, ‘이것’, ‘저것’, ‘지금’, ‘그때’ 따위와 같은 지시어들은 문맥이나 상황을 통하지 않고서는 가리키는 대상을 정확히 파악할 수 없다. 직시 표현으로는 지시사(demonstrative), 인칭 대명사 같은 대명사(代名詞,pronoun), 시제, 특정한 시간 부사, 장소 부사와 발화 상황에 직접 관련된 다양한 문법 자질 따위가 있다.

## 같이 보기
- 언어행위
- 전제